# Jason Richardson (kolarz)
Jason Richardson (ur. 19 sierpnia 1974 w Carlsbad) – amerykański kolarz BMX, trzykrotny medalista mistrzostw świata.

## Kariera
Pierwszy sukces w karierze Jason Richardson osiągnął w 1996 roku, kiedy zajął drugie miejsce w konkurencji cruiser podczas mistrzostw świata BMX w Brighton. W zawodach tych wyprzedził go jedynie Brytyjczyk Jamie Staff, a trzecie miejsce zajął Florent Boutte z Francji. Na rozgrywanych trzy lata później mistrzostwach w Vallet Amerykanin zajął trzecie miejsce - wyprzedzili go dwaj Francuzi: Christophe Lévêque oraz Thomas Allier. Ostatni medal wywalczył w 2004 roku, kiedy na mistrzostwach świata w Valkenswaard był ponownie drugi w swej koronnej konkurencji. Zawody te wygrał jego rodak Randy Stumpfhauser.